# Zavaljus
Zavaljus é um género de coleópteros da família Erotylidae.